# Bock
Bock je priimek več znanih oseb:
- Adolf Bock (1890—1968), nemški slikar
- Carl Ernst Bock (1809—1874), nemški anatom
- Emil Bock (1857—1916), zdravnik
- Fedor von Bock (1880—1945), nemški feldmaršal
- Hieronymus Bock (1489—1554), nemški botanik in zdravnik
- Jerry Bock (1929—2010), ameriški skladatelj